# Ondřej Vetchý
Ondřej Vetchý (* 16. května 1962 Jihlava) je český herec a vysokoškolský pedagog.

## Život
V mládí se věnoval fotbalu, kde ve svém rodném městě hrál za klub FC Vysočina Jihlava. Základní školu absolvoval v Jihlavě. Vystudoval konzervatoř v Praze. V letech 1984 až 1987 hrál v Činoherním studiu v Ústí nad Labem, v letech 1987 až 1989 v pražském Divadle E. F. Buriana. Od roku 1989 je členem hereckého souboru Činoherního klubu (ČK) v Praze.
Ve filmu se poprvé objevil v dětském filmu Leť, ptáku, leť! z roku 1978. Ztvárnil řadu filmových a televizních rolí. Od svého mládí se věnuje bojovým sportům; v judu je nositelem 1. danu.

## Ceny a ocenění
Byl nominován na evropskou filmovou cenou Félix za roli Dana ve filmu Dům pro dva. Byl čtyřikrát nominován na Českého lva, kterého nakonec dostal za Okresní přebor z roku 2012. Zvítězil v divácké anketě TýTý 2010 v kategorii herec. V roce 2021 získal na Zlín Film Festivalu ocenění Zlatý střevíček za mimořádný přínos kinematografii pro děti a mládež.
V srpnu 2022 obdržel na 48. Letní filmové škole Výroční cenu AČFK.
Dne 28.10.2024 bylo mu uděleno státní vyznamenání od prezidenta republiky Petra Pavla.
V roce 2024 byl oceněn medailí Za zásluhy I. stupně o stát v oblasti kultury a umění.

## Ordo Lumen Templi
V roce 2004 se stal členem občanského sdružení Ordo Lumen Templi, které založil zpěvák Daniel Landa. Aktivity sdružení prověřovala policie. Poté, co Landa v roce 2008 z vedení odešel, řídil sdružení Vetchý, spolu s ředitelem Národní protidrogové centrály Jiřím Komorousem a trumpetistou Josefem Zámečníkem.

## Skupina D
Působí také jako zakladatel a předseda spolku Skupina D, z.s, který je zaměřen na zajištění financování, výroby, distribuce a výcviku obsluhy dronů Nemesis, které jsou určeny pro Ozbrojené síly Ukrajiny. Drony jsou používány během ruské invaze na Ukrajinu.

## Osobní život
Je ženatý, z prvního manželství má dceru Veroniku (* 1983) a z druhého manželství s psycholožkou Irenou má dceru Rebeku (* 2005) a mladšího syna Arona (* 2011).

## Divadelní role (výběr)

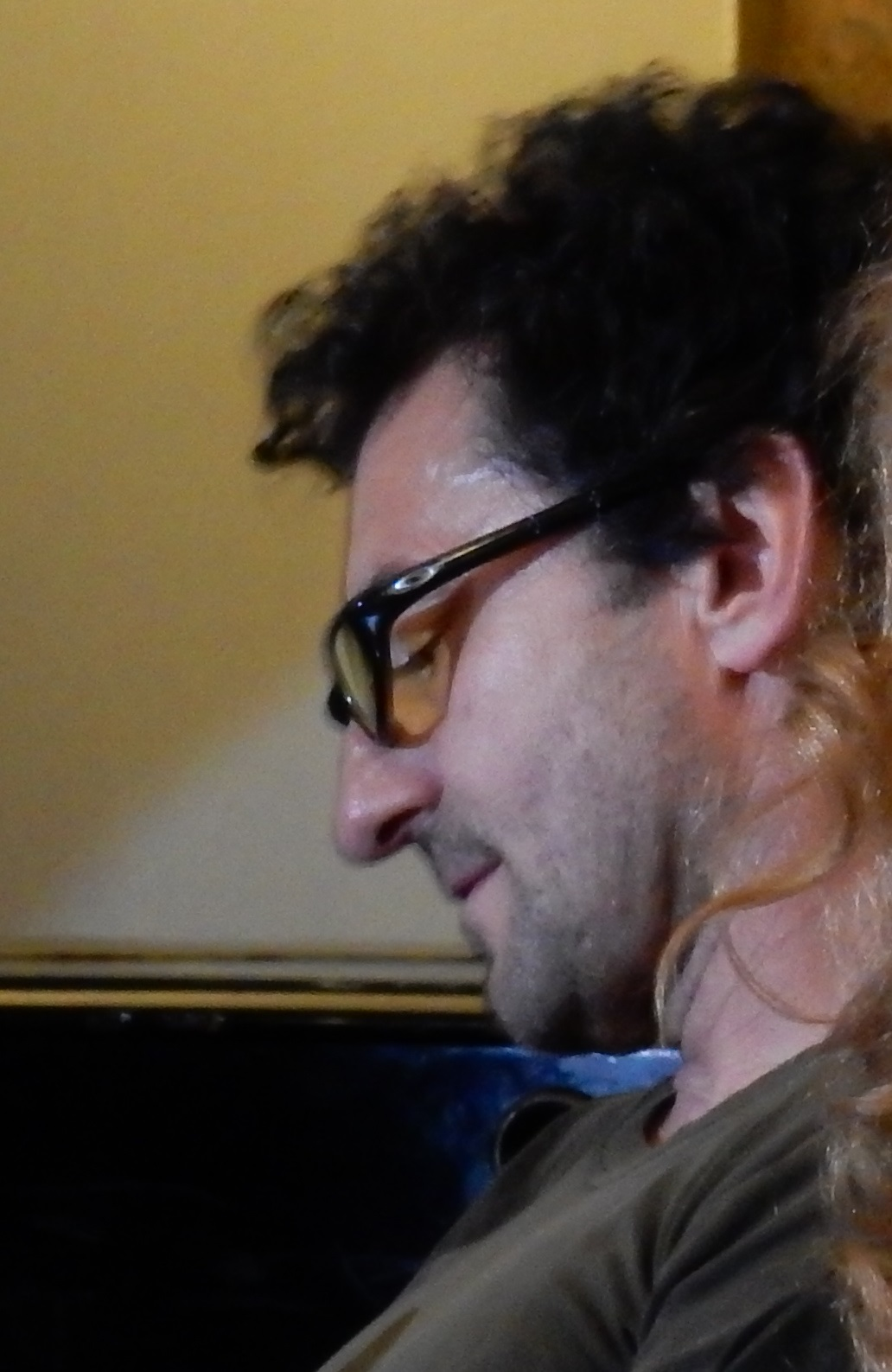
Záběr z novinářské konference (květen 2015)

- 1990 – Podivné odpoledne dr. Zvonka Burkeho, Tichý, ČK
- 1999 – Vincent, Vincent van Gogh, Divadlo Ungelt
- 2000 – Bouřlivé jaro, Samson Martin – Kennedy Phillips, Divadlo Ungelt
- 2002 – Maska a tvář, Hrabě Paolo Grazia, ČK
- 2004 – Impresário ze Smyrny, Carluccio, ČK
- 2005 – Pan Polštář, Katurian, ČK
- 2008 – Ptákovina, ředitel, ČK
- 2019 – Dobytí severního pólu, Náčelník Karel Němec, Divadlo Járy Cimrmana
- 2024 – Posel z Liptákova, Standa, smrtka, Divadlo Járy Cimrmana

## Filmografie

### Film
| Rok  | Název                                         | Role                              |
| ---- | --------------------------------------------- | --------------------------------- |
| 1978 | Leť, ptáku, leť!                              | spolužák                          |
| 1981 | Neříkej mi majore!                            | Pikolík                           |
| 1981 | Hodina života                                 | dělník Vondra                     |
| 1983 | Sestřičky                                     | Petr                              |
| 1983 | Fandy, ó Fandy                                | Béďa Unčovský                     |
| 1983 | Zámek Nekonečno                               | Joneš                             |
| 1984 | S čerty nejsou žerty                          | Janek                             |
| 1984 | Jak básníci přicházejí o iluze                | Karabec                           |
| 1984 | Kariéra                                       | dělník Tonda                      |
| 1984 | Prodavač humoru                               | Míša                              |
| 1985 | Havárie                                       | Ctibor                            |
| 1985 | Láska z pasáže                                | Karel                             |
| 1986 | Krajina s nábytkem                            | Ondra                             |
| 1987 | Jak básníkům chutná život                     | Karabec                           |
| 1987 | Dům pro dva                                   | Dan                               |
| 1987 | Figurky ze šmantů                             | horník Ondřej                     |
| 1987 | Přátelé Bermudského trojúhelníku              | Savko                             |
| 1988 | Nebojsa                                       | Ferko                             |
| 1988 | Stupně poražených                             | Krob                              |
| 1989 | Chodník cez Dunaj                             | Valášek                           |
| 1989 | Skřivánčí ticho                               | automechanik Kája                 |
| 1990 | Byli jsme to my?                              | kulisák Petr                      |
| 1990 | Marta a já                                    | starší Emil                       |
| 1990 | Let asfaltového holuba                        | Dodo                              |
| 1991 | Obecná škola                                  | tramvaják                         |
| 1991 | Žebrácká opera                                | Jack                              |
| 1992 | Černí baroni                                  | vojín Kefalín                     |
| 1993 | Konec básníků v Čechách                       | Karabec                           |
| 1993 | Proces                                        | Kaminer                           |
| 1993 | Chacun pour toi                               | Kurfegův společník                |
| 1994 | V erbu lvice                                  | Janek                             |
| 1995 | Cesta peklem                                  | Eda                               |
| 1995 | Golet v údolí                                 | Bajnyš Zisovič                    |
| 1995 | Má je pomsta                                  | policista                         |
| 1996 | Kolja                                         | Brož                              |
| 1996 | Kouzelný měšec                                | princ Velemír                     |
| 1997 | Báječná léta pod psa                          | Kvidův otec                       |
| 1998 | Císař a tambor                                | císař                             |
| 1999 | Návrat ztraceného ráje                        | Švanda                            |
| 1999 | Všichni moji blízcí                           | strýc Max                         |
| 2001 | Babí léto                                     | Jára                              |
| 2001 | Tmavomodrý svět                               | František Sláma                   |
| 2002 | Děvčátko                                      | taxikář bez taxíku                |
| 2002 | Kruté radosti                                 | Karel                             |
| 2004 | Milenci & Vrazi                               | Julda Serafín                     |
| 2004 | Duše jako kaviár                              | Jan                               |
| 2004 | Pánská jízda                                  | strýc Artur                       |
| 2005 | A tou nocí nevidím ani jedinou hvězdu         | doktor Lambl                      |
| 2005 | Krev zmizelého                                | Lubič                             |
| 2005 | Kousek nebe                                   | Rusnák                            |
| 2006 | Po hlavě... do prdele                         | pan Kontakt                       |
| 2006 | Prachy dělaj člověka                          | Ondřej                            |
| 2007 | Vratné lahve                                  | Řezáč mladší                      |
| 2009 | Zemský ráj to na pohled                       | Jan Pavel                         |
| 2009 | Nedodržený slib                               | pan Friedman                      |
| 2010 | Kuky se vrací                                 | Dubánek                           |
| 2011 | Autopohádky                                   | Antonín Kužílek                   |
| 2011 | Vendeta                                       | Pochman                           |
| 2011 | Nevinnost                                     | Tomáš                             |
| 2011 | Konfident                                     | velitel Dravec                    |
| 2012 | Láska je láska                                | Karel Fuks                        |
| 2012 | 7 dní hříchů                                  | Jan Olšan                         |
| 2012 | Okresní přebor – Poslední zápas Pepika Hnátka | kapitán Jirka Luňák               |
| 2013 | Příběh kmotra                                 | František Vedral                  |
| 2013 | Colette                                       | Elli                              |
| 2014 | Jak jsme hráli čáru                           | major Bašta                       |
| 2014 | Intimity                                      | Karel                             |
| 2014 | Všiváci                                       | Richard Rohan                     |
| 2014 | Pojedeme k moři                               | Tomášův táta                      |
| 2015 | Život je život                                | František Sýkora / Frank          |
| 2016 | Pohádky pro Emu                               | Petr Miller                       |
| 2016 | Bezva ženská na krku                          | Božíček                           |
| 2017 | Po strništi bos                               | tatínek                           |
| 2018 | Čertí brko                                    | Lucifer                           |
| 2019 | Ženy v běhu                                   | Karel                             |
| 2020 | Bábovky                                       | Vladimír                          |
| 2021 | Myši patří do nebe                            | tatínek                           |
| 2022 | Tajemství staré bambitky 2                    | Karaba                            |
| 2022 | Jan Žižka                                     | Ondřej                            |
| 2022 | Princ Mamánek                                 | rytíř Leonardo Hudroval z Dětenic |
| 2022 | Betlémské světlo                              | automechanik                      |
| 2022 | Prezidentka                                   | Petr                              |
| 2024 | Výjimečný stav                                | Karel Beran                       |

### Televize
- 1981 – Mezičas (TV film); Počítání oveček (TV film)
- 1982 – Babička se zbláznila (TV film); Horí (TV film)
- 1983 – Princezny na trvalou (TV film)
- 1984 – Lupa je tlustý sklo (TV film)
- 1985 – Pusu, pusu, pusu! (TV film); Přitažlivost výšky (TV film), Jeden den v hostinci U klidného spánku (TV film)
- 1986 – Párátko; Přepadení (TV film)
- 1987 – Ohnivé ženy mezi námi (TV film); Už od ráje (TV film); Večeře ve studeném domě (TV film)
- 1988 – Komu straší ve věži (TV film)
- 1989 – Než poznáš první úsměv (TV film); Zpráva o jednom souboji (TV film)
- 1990 – Chybná diagnóza (TV film); Drobné něžnosti (TV film); Jasnovidcem proti své vůli (TV film); Radostný život posmrtný (TV film); Vlci (TV film)
- 1991 – Opouštět Petrohrad (TV film); Pilát Pontský, onoho dne (TV film); Prosím, vaše lordstvo! (TV film); Víla z jeskyně zla (TV film); Šťastlivec Sulla (TV film)
- 1992 – Muž, který neměl důvěru (TV film)
- 1993 – Jak se ztratit ve zlém světě (TV film); Mistr Kampanus (TV film); Televizní mikroscéna (TV film); Zelený rytíř (TV film); Zvláštní schopnosti (TV film)
- 1994 – Hořké víno (TV film); Černobílá pohádka (TV film)
- 1995 – Posel (TV film); Rabín a jeho Golem (TV film)
- 1996 – Jak si pan Pinajs kupoval od kocoura sádlo (TV film)
- 1997 – Celý muž (TV film); Ptačí král (TV film); Zvědavý osel (TV film); Čarodějné námluvy (TV film); Červený kamínek (TV film)
- 1998 – Causa Kain (TV film); Hvězda života (TV film); Markétin zvěřinec (TV film); O pyšném panovníkovi (TV film); Tonda (TV film); Vše pro firmu (TV film)
- 1999 – Mořská brána (TV film); Velký případ (TV film)
- 2000 – Případy detektivní kanceláře Ostrozrak  (TV seriál)
- 2001 – Zlatá princezna (TV film); Červená karta (TV film)
- 2002 – Kožené slunce (TV film)
- 2004 – Místo nahoře (novinář Honza Kadlec); Kruté radosti (Karel)
- 2005 – Eden - Zlatá karta (TV film); Řeka (krátký film)
- 2006 – Místo v životě (novinář Honza Kadlec); Boží pole s. r. o. (TV film)
- 2008 – Devatenáct klavírů (TV film); Lovec vodního ticha (TV film)
- 2010 – Okresní přebor (TV seriál) („Jiřina“);
- 2011 – Tajemství staré bambitky; Čapkovy kapsy, Vesnice roku (studentský film)
- 2012 – Ondřej Vetchý je Přemysl Otakar II. (studentský film); Šťastný smolař (TV film)
- 2013 – Nevinné lži (TV cyklus, díl: Hra)
- 2014 – Kdyby byly ryby (král); Případy 1. oddělení (TV seriál, 1. řada)
- 2015 – Johančino tajemství (král)
- 2016 – Každý milion dobrý (TV film); Případy 1. oddělení (TV seriál, 2. řada)
- 2017 – Červeň; Spravedlnost (TV seriál, 1. řada)
- 2018 – Můj strýček Archimedes (TV film); Rašín (TV film)
- 2019 – Jak si nepodělat život (TV seriál, díl: „Beze stopy“)
- 2020 – Vysoká hra; Anatomie zrady (TV film)
- 2022 – Vražedné stíny (TV film) ; Docent (minisérie)
- 2022 – Případy 1. oddělení (TV seriál, 3. řada)